# Leurobela clastomita
Leurobela clastomita är en fjärilsart som beskrevs av Turner 1947. Leurobela clastomita ingår i släktet Leurobela och familjen plattmalar. Inga underarter finns listade i Catalogue of Life.